# Camille Carrión
Carmen Cecilia Ernestina del Socorro Carrión Enjuto (n. San Juan, 30 de marzo de 1946) es una actriz y empresaria puertorriqueña.

## Comienzo de su carrera
Comenzó formalmente su carrera artística cuando era adolescente, incorporándose al grupo Teatro Musical, dirigido por Robert Cox. Durante aquella etapa inicial tuvo participación destacada en varios montajes realizados en el Teatro Tapia. La mayor parte de ellas eran reproducciones de obras de Broadway: Bye, Bye, Birdie, de Stewart, Adams & Strouse (1962); Fiorello, de Jerry Bock & Sheldon Harnick (1967); Little Mary Sunshine, de Rick Besoyan (1965); Time Remembered (Léocadia), de Jean Anouilh (1967).
Después de graduarse de escuela superior en Puerto Rico, ingresó al Berklee College of Music, en Boston, para especializarse en Teatro Musical.  En 1966, los productores Manuel «Maíto» Fernández y Paul Stevens le ofrecieron el papel de María Von Trapp en la reproducción del musical The Sound of Music, de Rogers & Hammerstein, que Pablo Cabrera dirigiría en el Teatro Tapia. 
Debutó en el campo de las telenovelas protagonizando Cuando la rival es una hija junto a Ofelia D’Acosta y Axel Anderson en Telemundo / Canal 2. En 1968, fue reclutada para volver a encarnar el mismo papel de la novicia María en la versión al español de The Sound of Music (Sonrisas y lágrimas), presentada en el Teatro de la Zarzuela, en Madrid, compartiendo cartel estelar con Alfredo Mayo, María Jesús Aguirre y Josefina De la Torre. Esta producción permaneció seis meses en cartelera, a partir del 25 de septiembre de 1968. Durante aquella estadía en España, se casó en Gibraltar con el fotógrafo y director de televisión catalán Gabriel Suau, el 18 de diciembre del mismo año.
De vuelta en Puerto Rico, rápido fue reclamada por todas las televisoras. Por ejemplo, en WAPA TV / Canal 4 fue coprotagonista de la exitosa novela Gabriela y Belinda y, en WRIK TV / Canal 7, de Una vida para amarte (1970) y, junto a Rolando Barral y Pilar Arenas en Telemundo, Una sombra entre los dos. Inmediatamente después formó pareja romántica con Daniel Lugo en María del Mar, que Tommy Muñiz produjo para WAPA TV.
Más adelante, sin abandonar su actividad actoral en la pantalla chica y, ocasionalmente, en el teatro, ingresó a la Universidad de Puerto Rico donde completaría un Bachillerato en Humanidades con honores. Tras el advenimiento de quien sería su unigénita, Paloma Suau (n. en Santurce, junio 9, 1972 – ) —hoy destacada cineasta— se incorporó al elenco de la teleserie bilingüe Carrascolendas, que se grababa en los estudios de KLRN TV, en Austin, Texas, para ser difundida a través de la cadena WPBS TV. Posteriormente, regresó a Madrid para estudiar y terminar con honores la Maestría en Literatura Hispánica avalada por la Universidad de Nueva York.
Otra vez en su patria, intervino en La jibarita, con Alba Nydia Díaz y Jean Carlo Simancas en el Canal 11, todavía matriz de la recordada Telecadena Pérez Perry (1970). Seguidamente, tuvo papeles coestelares en El amor nuestro de cada día, en WAPA-TV (1980); Viernes social (1981); María Eugenia (1981-1982) y Modelos, S.A. (1982), estas tres últimas en Telemundo. Su siguiente trabajo en la pequeña pantalla habría de ser el más exitoso de toda su carrera: el papel protagónico de Vivir para ti, donde formó pareja con el galán argentino Pablo Alarcón y compartió créditos primarios con el veterano Ulises Brenes en WAPA TV (1982-1983).
En 1985, Camille Carrión se asoció con Ángela Meyer y fundaron Producciones MECA, para producir teatro (Casa de mujeres, Muerte en el Nilo de Agatha Christie y Mujeres de Clare Booth Luce, entre otras). Luego fundaron Empresas MECA para producir televisión. En el Canal 11, cuyas siglas fueron cambiadas por las de WLII TV, dieron vida al programa Ellas al mediodía, en el que también participaban Marilyn Pupo, Elia Enid Cadilla, Claribel Medina, Sharon Riley, Magali Carrasquillo y Margot Debén, madre de Ángela. También produjeron la telenovela La isla y varios unitarios como Yara prohibida, Ave de paso o La otra.
Luego de su salida de Empresas MECA, en 1988 creó Latino Televisión Internacional, con oficinas en la Calle Wilson, en Santurce. Volvió al Canal 11 para producir el programa Ahora con Marilyn Pupo, Gladys Rodríguez y la misma Carrión como anfitrionas. De ahí pasó a producir en WIPR TV / Canal 6 (Canal del gobierno) el programa En familia —revista de interés general que se emitía de lunes a viernes al mediodía, compartiendo con Axel Anderson, Giselle Blondet y Gilberto Valenzuela, y Somos únicos, orientado hacia los niños, con Giselle como coanfitriona (1991-1992).
Nuestra biografiada también incursionó en la radio como coanfitriona del programa diario matutino Hello, emitido por WIAC / Sistema 102 FM (5:30 a 9:00 AM), donde tuvo como compañeros a Héctor Marcano y Jesse Calderón (1999-2000). Seguidamente pasó a WFID 95.7 FM / Radio Fidelity (http://www.fidelitypr.com) a crear y animar el programa Happy Hour desde el 1999 hasta 2008.
En el año 2004 comenzó a incursionar en la meditación después de tomar un curso con el Dr. Deepak Chopra. La meditación produjo cambios tan favorables en su vida que decidió adentrarse un poco más en el campo y continuó sus estudios de meditación hasta certificarse como instructora del Centro de Deepak Chopra en Meditación de sonido primordial. En marzo del 2009, la Sra. Carrión recibió su certificación en el Centro Chopra como instructora del curso Perfect Health (Salud Perfecta) basado en la ciencia de Ayurveda. En estos momentos la Sra. Carrión está en proceso de conseguir su certificación como instructora de yoga para el Centro Chopra, además de especializarse en yoga restaurativa con la reconocida maestra Judith Lasater. En estos momentos la Sra. Carrión se dedica por completo a enseñar meditación y Salud Perfecta y tiene un segmento de meditación semanal los lunes en el programa Happy Hour de Fidelity FM. Todos los meses ofrece una meditación grupal en el Jardín botánico de Río Piedras, Puerto Rico.